# SMAD9
SMAD9 (англ. SMAD family member 9) – білок, який кодується однойменним геном, розташованим у людей на короткому плечі 13-ї хромосоми. Довжина поліпептидного ланцюга білка становить 467 амінокислот, а молекулярна маса — 52 493.
| 10         |  | 20         |  | 30         |  | 40         |  | 50         |
| ---------- |  | ---------- |  | ---------- |  | ---------- |  | ---------- |
| MHSTTPISSL |  | FSFTSPAVKR |  | LLGWKQGDEE |  | EKWAEKAVDS |  | LVKKLKKKKG |
| AMDELERALS |  | CPGQPSKCVT |  | IPRSLDGRLQ |  | VSHRKGLPHV |  | IYCRVWRWPD |
| LQSHHELKPL |  | ECCEFPFGSK |  | QKEVCINPYH |  | YRRVETPVLP |  | PVLVPRHSEY |
| NPQLSLLAKF |  | RSASLHSEPL |  | MPHNATYPDS |  | FQQPPCSALP |  | PSPSHAFSQS |
| PCTASYPHSP |  | GSPSEPESPY |  | QHSVDTPPLP |  | YHATEASETQ |  | SGQPVDATAD |
| RHVVLSIPNG |  | DFRPVCYEEP |  | QHWCSVAYYE |  | LNNRVGETFQ |  | ASSRSVLIDG |
| FTDPSNNRNR |  | FCLGLLSNVN |  | RNSTIENTRR |  | HIGKGVHLYY |  | VGGEVYAECV |
| SDSSIFVQSR |  | NCNYQHGFHP |  | ATVCKIPSGC |  | SLKVFNNQLF |  | AQLLAQSVHH |
| GFEVVYELTK |  | MCTIRMSFVK |  | GWGAEYHRQD |  | VTSTPCWIEI |  | HLHGPLQWLD |
| KVLTQMGSPH |  | NPISSVS    |  |            |  |            |  |            |

A: Аланін

C: Цистеїн

D: Аспарагінова кислота

E: Глутамінова кислота

F: Фенілаланін

G: Гліцин

H: Гістидин

I: Ізолейцин

K: Лізин

L: Лейцин

M: Метіонін

N: Аспарагін

P: Пролін

Q: Глутамін

R: Аргінін

S: Серин

T: Треонін

V: Валін

W: Триптофан

Кодований геном білок за функцією належить до фосфопротеїнів. 
Задіяний у таких біологічних процесах, як транскрипція, регуляція транскрипції, альтернативний сплайсинг. 
Білок має сайт для зв'язування з іонами металів, іоном цинку, ДНК. 
Локалізований у цитоплазмі, ядрі.